# Rasfa
Rasfa (în arabă الرصفة) este o comună din provincia Sétif, Algeria.
Populația comunei este de 16.075 de locuitori (2008).